# Le Foyer
Le Foyer ("Il focolare") è una commedia in tre atti dello scrittore francese Octave Mirbeau, scritta in collaborazione con Thadée Natanson.
L'opera fu portata al debutto alla Comédie-Française nel dicembre 1908, soltanto dopo che Mirbeau aveva intentato e vinto una causa contro Jules Claretie, che si era rifiutato di portare la commedia in scena a causa delle sue tematiche anticlericali. L'opera, infatti, andava a drammatizzare un recente scandalo francese durante cui erano emerse le condizioni di sfruttamento economico e sessuale di giovani donne in istituti benefici cattolici. Come Gli affari sono gli affari, si tratta di una grande commedia classica, di costumi, di caratteri e di critica sociale, che rispetta l'unità di tempo e l'unità d'azione.

## Trama
Il Barone Courtin è un senatore conservatore e un rispettato accademico, noto per gli istituti benefici da lui fondati. Tuttavia, quando si scopre che Courtin ha sfruttato e derubato le giovani donne bisognose di soccorso che si erano rivolte a lui, lo scandalo rischia di mandarlo sul lastrico e in prigione. Sfruttando ulteriormente le giovani in combutta con il banchiere Biron, l'ex amante della moglie, Courtin riesce a rimediare i soldi e, grazie a un accordo con il governo, lo scandalo viene messo a tacere in cambio del suo silenzio su loschi affari governativi. Durante una crociera insieme alla moglie e ai suoi due amanti, Courtin ha quindi modo di mettere a punto il suo discorso pubblico sull'importanza della virtù.